# Our Time in Eden
Our Time in Eden è il sesto album discografico in studio del gruppo musicale statunitense 10,000 Maniacs, pubblicato nel 1992.
Si tratta dell'ultimo lavoro del gruppo con la cantante Natalie Merchant.

## Tracce
Tutti i brani sono stati scritti da Natalie Merchant tranne dove indicato.
1. Noah's Dove – 4:29
2. These Are Days (Robert Buck, Merchant) – 3:40
3. Eden (Jerome Augustyniak, Dennis Drew, Steven Gustafson, Buck, Merchant) – 4:07
4. Few and Far Between – 3:13
5. Stockton Gala Days (Augustyniak, Drew, Gustafson, Buck, Merchant) - 4:18
6. Gold Rush Brides (Buck, Merchant) – 3:22
7. Jezebel – 4:00
8. How You've Grown – 3:39
9. Candy Everybody Wants (Drew, Merchant) – 3:04
10. Tolerance – 4:13
11. Circle Dream (Augustyniak, Drew, Gustafson, Buck, Merchant) – 3:25
12. If You Intend – 3:01
13. I'm Not the Man – 3:24